# 沙埔镇 (福清市)
沙埔镇是中国福建省福州市福清市下辖的一个镇。

## 行政区划
沙埔镇下辖以下地区：
西叶村、江南村、赤礁村、西山村、官厅村、和联村、和岐村、沙埔村、太武村、青屿村、东盛村、西岭村、文场村、龙洋村、江下村、江夏村、平林村、牛峰村、坑北村、四宝村、东陈村和锦城村。